# صاریغ موشی
صاریغ‌های موشی یا کم‌برآمدگی‌داران (نام علمی: Paucituberculata) راسته‌ای از ابرراسته کیسه‌داران آمریکا است که شامل شش گونه صاریغ موشی می‌شود. صاریغ‌های موشی کوچک‌جثه هستند و ظاهری همانند موش دارند و تنها در رشته‌کوه‌های آند در آمریکای جنوبی یافت می‌شوند.
از این جانوران با نام موش‌صاریغ (نام علمی: Caenolestidae) و صاریغ‌های حشره‌خوارمانند نیز یاد می‌شود.
به این خاطر که برخلاف دیگر پستانداران، هریک از دندان‌های نیش پایینی صاریغ‌های موشی در بخش تاج، تنها یک برآمدگی (کاسپ) دارند به این راسته «کم‌برآمدگی‌داران» هم گفته شده‌است.

## گستره پراکندگی
صاریغان موشی در غرب آمریکای جنوبی در رشته‌کوه‌های آند در کلمبیا، اکوادور، پرو، و همچنین در جنوب شیلی از جمله در جزیره چیلوئه زندگی می‌کنند.

## ویژگی ظاهری
صاریغ‌های موشی ظاهری همچون حشره‌خوارها دارند. از آنجا که حشره‌خوارها در آمریکای جنوبی یافت نمی‌شوند (مگر در شمال دور آن)، صاریغ‌های موشی به صورت جزئی کنام آن‌ها را اشغال کرده‌اند. همانند حشره‌خوارها، صاریغ‌های موشی دارای سری کشیده هستند. طول بدنشان میان ۹ تا ۱۳ سانتی‌متر است و دمی دارند که طولی تقریباً برابر با طول بدن دارد. پوستشان پشمی صاف و ضخیم دارد که به صورت معمول به رنگ قهوه‌ای، خاکستری، یا سیاه‌است.

## رده‌بندی
شش گونه در تیره صاریغ‌های موشی وجود دارند که به شرح زیر هستند:
- تیره صاریغ‌های موشی
  - سرده موش‌صاریغ‌ها
    - صاریغ موشی شکم‌خاکستری، Caenolestes caniventer
    - صاریغ موشی آند، Caenolestes condorensis
    - صاریغ موشی شمالی، Caenolestes convelatus
    - صاریغ موشی تیره، Caenolestes fuliginosus

  - سرده Lestoros
    - صاریغ موشی اینکا یا پرویی، Lestoros inca

  - سرده پوزه‌صاریغ‌ها
    - صاریغ موشی بینی‌دراز، Rhyncholestes raphanurus